# سيلان البريطانية
سيلان البريطانية (بالإنجليزية: British Ceylon) (لغة سنهالية: බ්‍රිතාන්‍ය ලංකාව, Britanya Lankava; لغة تاميلية: பிரித்தானிய இலங்கை, Birithaniya Ilangai)، المعروف تاريخيا باسم سيلان، كانت مستعمرة التاج للإمبراطورية البريطانية في الفترة ما بين 1802 و 1948. في البداية المنطقة التي كانت تغطيها لم تشتمل على مملكة كاندي التي كانت محمية منذ عام 1815، وفي الفترة ما بين 1817-1948 أصبحت كامل جزيرة سيلان من الممتلكات البريطانية، الآن تعرف باسم سريلانكا.

## نبذة تاريخية
كان البرتغاليون أول الأوروبيين الذين زاروا سيلان في العصر الحديث: فقد وصل لورنسو دي ألميدا في عام 1505، فوجد الجزيرة مقسمة إلى سبع ممالك متحاربة وغير قادرة على صد المتسللين. أسس البرتغاليون حصنًا في مدينة كولومبو الساحلية في عام 1517 ووسعوا سيطرتهم تدريجيًا على المناطق الساحلية. في عام 1592 نقل السنهاليون عاصمتهم إلى مدينة كاندي الداخلية، وهي موقع أكثر أمانًا ضد هجمات الغزاة. استمرت الحروب المتقطعة طوال القرن السادس عشر. أُجبر العديد من سكان سيلان المنخفضة على التحول إلى المسيحية بينما تعرض المور الساحليون للاضطهاد الديني وأُجبروا على التراجع إلى المرتفعات الوسطى بينما رغب بعضهم في مغادرة البلاد. كرهت الأغلبية البوذية الاحتلال البرتغالي وتأثيراته ورحبت بأي قوة قد تنقذهم وتهزم البرتغاليين. لذلك في عام 1602، عندما نزل القبطان الهولندي يوريس فان سبيلبيرجن، ناشده ملك كاندي طلبًا للمساعدة.
في عام 1669، نزل القبطان البحري البريطاني روبرت نوكس بالصدفة على جزيرة سيلان، وأسره ملك كاندي. تمكن من الفرار بعد 19 عامًا وكتب تقريرًا عن إقامته هناك. ساعد ذلك في لفت انتباه البريطانيين إلى الجزيرة.

### سيلان الهولندية
جذبت الجزيرة انتباه الجمهورية الهولندية المتشكلة حديثًا عندما دعاها الملك السنهالي لمحاربة البرتغاليين. في عام 1639 بدأ الهولنديون هجومهم الجاد على الجزيرة لكن الأمر انتهى باتفاقية (لم يحترمها الطرفان)، ولم تسقط كولومبو إلا في عام 1656. بحلول عام 1660 سيطر الهولنديون على الجزيرة بأكملها باستثناء مملكة كاندي. اضطهد الهولنديون (الذين كانوا بروتستانت) الكاثوليك (المستوطنين البرتغاليين المتبقين) لكنهم تركوا البوذيين والهندوس والمسلمين وشأنهم. ومع ذلك، فقد فرضوا على الناس ضرائب أكبر بكثير مما فعل البرتغاليون. الشعب الهولندي السريلانكي المختلط المعروف باسم شعب البرغر هو إرث الحكم الهولندي.
في أواخر القرن الثامن عشر، غزت فرنسا النابليونية الهولنديين، الذين أضعفتهم حروبهم ضد بريطانيا العظمى، وأصبح قادتهم لاجئين في لندن. لم يعد الهولنديون قادرين على حكم جزءهم من الجزيرة بشكل فعال، فنقلوا حكمها إلى البريطانيين، على الرغم من أن هذا كان ضد رغبات الهولنديين المقيمين هناك. أسفر الاستيلاء على الجزيرة على الفور عن 300 ألف جنيه إسترليني من الأموال في شكل سلع، بالإضافة إلى الاستحواذ على مزارع القرفة، مما جعل هذا مشروعًا قيمًا.

### حروب كاندي
في عام 1803، بمجرد أن حصلت بريطانيا العظمى على الأجزاء التي يسيطر عليها الأوروبيون من سيلان من الهولنديين، أرادت توسيع نطاق نفوذها الجديد من خلال جعل مملكة كاندي الأصلية محمية، وهو العرض الذي رفضه في البداية ملك كاندي. على الرغم من أن الإدارة الهولندية السابقة لم تكن قوية بما يكفي لتهديد حكم ملوك كاندي، لكن البريطانيين كانوا أقوى بكثير. أدى رفض كاندي لقبول الحماية في النهاية (1803) إلى حرب كاندي الأولى، لكنهم تعرضوا للهزيمة. في عام 1815، سيطروا على كاندي في حرب كاندي الثانية، مما أنهى استقلال سيلان.

### مؤتمر كاندي
لم يكن حكم الملك سري فيكراما راجاسينغ محبذًا لدى زعماء قبيلته. واجه الملك، ذو الأصل الجنوب الهندي، زعماء أقوياء وسعى إلى اتخاذ تدابير قاسية لقمع شعبيتهم بين الناس. نظم زعماء السنهاليين انقلابًا ناجحًا قبلوا فيه التاج البريطاني باعتباره ملكهم الجديد. أنهى هذا خط مملكة كاندي وأسر الملك راجاسينغ، مما أنهى أمله في أن يسمح له البريطانيون بالاحتفاظ بالسلطة. أطلق على معاهدة كاندي التي وقعت في عام 1815 اسم «اتفاقية كانديان» ونصت على الشروط التي يعيش بموجبها سكان كانديان كمحمية بريطانية. كان من المقرر أن يمنح التاج الدين البوذي الحماية، ولن تُفرض المسيحية على السكان، كما حدث أثناء الحكم البرتغالي والهولندي. تُعَد اتفاقية كانديان وثيقة قانونية مهمة لأنها تحدد الشروط التي وعد بها البريطانيون لأراضي كانديان.

### تمرد يوفا
لم يستغرق الأمر سوى عامين حتى أدركت العائلات الحاكمة في كاندي أن سلطة الحكومة البريطانية كانت مختلفة تمامًا عن سلطة سلالة ناياكار (المخلوعة). سرعان ما تمرد الكانديون ضد البريطانيين وخاضوا حرب عصابات. سرعان ما تحول السخط على الأنشطة البريطانية إلى تمرد مفتوح، بدأ في دوقية يوفا في عام 1817، وهو ما يسمى بتمرد يوفا، والمعروف أيضًا باسم حرب كاندي الثالثة. كان السبب الرئيسي للتمرد هو فشل السلطات البريطانية في حماية ودعم التقاليد البوذية المعتادة، والتي اعتبرها سكان الجزيرة جزءًا لا يتجزأ من حياتهم.
ركزت الثورة، التي سرعان ما تطورت إلى حرب عصابات من النوع الذي خاضه أهل كاندي ضد القوى الأوروبية لقرون، على نبلاء كاندي واستيائهم من التطورات في ظل الحكم البريطاني منذ عام 1815. ومع ذلك، كانت هذه الثورة هي الأخيرة من نوعها، وفي مقاطعة يوفا اتبِعت سياسة الأرض المحروقة، وطرِد جميع الذكور الذين تتراوح أعمارهم بين 15 و60 عامًا ونفوا وقتلوا. قُتل أكثر من 10,000 سنهالي على يد البريطانيين في الثورة. ضم التاج البريطاني مملكة كاندي إلى سيلان البريطانية في عام 1817.

### الحكم البريطاني
بعد قمع تمرد يوفا، جُرِّد فلاحو كاندي من أراضيهم بموجب مرسوم الأراضي التاجية رقم 12 لعام 1840 (يُطلق عليه أحيانًا مرسوم الأراضي التاجية أو مرسوم الأراضي البور)، وهي حركة إغلاق حديثة، وتعرضوا للفقر المدقع. وجد البريطانيون أن المرتفعات في سريلانكا مناسبة جدًا لزراعة القهوة والشاي والمطاط، وبحلول منتصف القرن التاسع عشر أصبح شاي سيلان عنصرًا أساسيًا في السوق البريطانية، مما جلب ثروة كبيرة لفئة صغيرة من مزارعي الشاي الأوروبيين. لإدارة العقارات، استورد المزارعون أعدادًا كبيرة من العمال التاميل كعمال متعاقدين من جنوب الهند، والذين سرعان ما شكلوا 10% من سكان الجزيرة. عاش هؤلاء العمال في ظروف قاسية وتأووا في غرف خطية، لا تختلف كثيرًا عن حظائر الماشية.
فضلت الحكومة الاستعمارية البريطانية البرغر شبه الأوروبيين، وبعض السنهاليين من الطبقات العليا والتاميل الذين تركزوا بشكل رئيسي في شمال البلاد بينما تجاهلوا المجموعات العرقية الأخرى في الجزيرة. ومع ذلك، أدخل البريطانيون أيضًا عناصر ديمقراطية إلى سريلانكا لأول مرة في تاريخها. مُنح البرجوازيون درجة ما من الحكم الذاتي في وقت مبكر يعود إلى عام 1833. لم يبدأ التطور الدستوري إلا في عام 1909 بجمعية منتخبة جزئيًا، وفي عام 1920، أصبح عدد الأعضاء المنتخبين أكبر من عدد المعينين من قبل الحكومة. قُدم حق الاقتراع العام في عام 1931، على الرغم من احتجاجات النخبة السنهالية والتاميلية والبرجوازية التي اعترضت على السماح لعامة الناس بالتصويت.

### التطوير
جادل سيفاسوندارام، في تأكيد للتحليل الذي قدمه المؤرخ المحلي الشهير جي. سي. منديس في كتابه «سيلان تحت حكم البريطانيين»، أن البريطانيين استخدموا المعرفة الجغرافية لهزيمة الكانديانيين في المناطق الجبلية والغابات في وسط سيلان. استخدموا المخبرين المحليين والمساحين البريطانيين لرسم خريطة الجزيرة، ثم بنوا شبكة من الطرق لفتح المنطقة الوسطى. أتاح هذا إمكانية إنتاج المحاصيل الزراعية للتصدير، فضلًا عن فرض سيطرة عسكرية أكثر صرامة.
بفضل موانئها التجارية في ترينكومالي وكولومبو، كانت المستعمرة واحدة من المصادر القليلة جدًا للقرفة في العالم. كانت التوابل ذات قيمة عالية للغاية، وبدأت شركة الهند الشرقية البريطانية في زراعتها في عام 1767، لكن سيلان ظلت المنتج الرئيسي حتى نهاية القرن الثامن عشر.
وضِع خط السكة الحديدية في عهد حاكم السير هنري وارد. من بين الأعمال الرئيسية الأخرى التي أقامها البريطانيون مشاريع بناء الطرق، وإنشاء مزارع البن، والشاي، والمستشفيات، ودور الأمومة.

## وصلات خارجية
- තුඩපත් මඟින් හෙළිවන සිංහල උරුමය